# Charles Cyphers
Charles Cyphers (ur. 28 lipca 1939 w Niagara Falls, zm. 4 sierpnia 2024 w Tucson) – amerykański aktor filmowy i telewizyjny. Wystąpił w sześciu filmach Johna Carpentera: Halloween, Halloween 2, Mgła, Ucieczka z Nowego Jorku, Ktoś mnie obserwuje i Atak na posterunek 13.
Zmarł w Tucson, 4 sierpnia 2024, po krótkiej chorobie.